# Подземен свят: Еволюция
„Подземен свят: Еволюция“ (на английски: Underworld: Evolution) е втората серия на излезлия през 2003 г. филм „Подземен свят“ нейният сценарист и режисьор е Лен Уайзман. Главната роля е поверена на неговата съпруга, актрисата Кейт Бекинсейл.

## Допълнителни данни
- Бюджетът възлиза на около 50 млн. долара.

## Телевизионен дублаж
| Озвучаващи артисти  | Христина Ибришимова Силви Стоицов Димитър Иванчев Здравко Методиев |
| Преводач            | Благовест Костадинов                                               |
| Тонрежисьор         | Тома Христов                                                       |
| Режисьор на дублажа | Димитър Кръстев                                                    |